# Camptotypus sellatus
Camptotypus sellatus är en stekelart som beskrevs av Joseph Kriechbaumer 1889. Camptotypus sellatus ingår i släktet Camptotypus och familjen brokparasitsteklar. Inga underarter finns listade.